# Sepp-Doll-Stadion
Das Sepp-Doll-Stadion (vormals Kremser Stadion, 1988 umbenannt) in Krems an der Donau, Niederösterreich, ist seit 1923 Heimstätte des Fußballvereins Kremser SC.
Es wurde auf dem im Ersten Weltkrieg mit Notunterkünften der k.u.k Armee bebauten, neben dem Kremser Stadtpark gelegenen Areal errichtet. Nach dem Umbau Mitte der 1980er-Jahre – bei dem unter anderem die Laufbahn, auf der in den 1960er- und 1970er-Jahren Speedwayrennen ausgetragen wurden, entfernt wurde – bietet das Stadion für 10.000 Zuschauer Platz. Das Stadion hat eine überdachte Sitzplatztribüne im Norden mit über 1000 Schalensitzen. Dazu kommen die drei nicht überdachten Stehplatztribünen im Osten, Süden und Westen. Das Sepp-Doll-Stadion ist ein reines Fußballstadion, dies bedeutet, dass es keine Laufbahn um das Spielfeld gibt und die Zuseher direkt neben dem Spielfeld sitzen oder stehen. 
Die Anlage verfügt über einen Rasenplatz (103 × 67 m) mit einer 4-Masten-Flutlichtanlage und modernen Kabinen. Außerdem findet man zwei Bars und zwei Imbissstände neben den Tribünen.